# The Aquabats vs. the Floating Eye of Death!
The Aquabats vs. the Floating Eye of Death! (рус. Акуабэтс против летающего Глаза Смерти!) — третий студийный альбом американской рок-группы The Aquabats. Пластинка была выпущена 26 октября 1999 года; она стала последним релизом группы выпущенным лейблом Goldenvoice Records.

## Об альбоме
После релиза второго альбома The Fury of The Aquabats!, за коллективом закрепился статус «дрянная ска-группа», в котором, по словам музыкантов, они чувствовали себя неуютно. Участники The Aquabats единодушно согласились развиваться в несколько другом направлении, несколько отличным от музыкальной стилистики предыдущих пластинок. Во время работы над новым альбомом было записано около 40 треков. 14 из них были выбраны для The Aquabats vs. the Floating Eye of Death!, часть остальных композиций была издана в ноябре 2000 года в составе альбома Myths, Legends and Other Amazing Adventures, Vol. 2 и выложена на официальном сайте The Aquabats.
The Aquabats vs. the Floating Eye of Death! в большей мере был ориентирован на электронную музыку. Помимо активного использования синтезаторов, при записи диска музыканты использовали и духовые инструменты. Однако смена музыкального стиля была воспринята фанатами группы крайне неоднозначно, из-за чего The Aquabats vs. the Floating Eye of Death! не смог превзойти успех первых двух студийных работ группы.
Последовавший за выпуском The Aquabats vs. the Floating Eye of Death!, новый проект группы, комедийный сериал The Aquabats! In Color! не заинтересовал The Walt Disney Company, что свело на нет всю проделанную работу. Участники коллектива в одном из более поздних интервью, признались, что неудача с The Aquabats vs. the Floating Eye of Death! и The Aquabats! In Color! сломила группу и завела в тупик.

## Список композиций
Все песни написаны группой The Aquabats, за исключением отмеченных.
| №   | Название                                         | Длительность |
| --- | ------------------------------------------------ | ------------ |
| 1.  | «Sequence Erase»                                 | 3:10         |
| 2.  | «Giant Robot-Birdhead»                           | 3:34         |
| 3.  | «Anti-Matter» (The Aquabats, Скотт Шульц)        | 2:47         |
| 4.  | «Lotto Fever»                                    | 3:29         |
| 5.  | «Lovers of Loving Love»                          | 2:42         |
| 6.  | «Chemical Bomb»                                  | 3:08         |
| 7.  | «The Man with Glooey Hands»                      | 2:23         |
| 8.  | «Monster's Wedding»                              | 4:16         |
| 9.  | «The Ballad of Mr. Bonkers»                      | 3:42         |
| 10. | «Canis Lupus»                                    | 3:01         |
| 11. | «Tiny Pants»                                     | 3:10         |
| 12. | «The Thing on the Bass Amp»                      | 4:14         |
| 13. | «Amino Man» (Кристиан Джейкобс, Декстер Холланд) | 2:51         |
| 14. | «Hello, Good Night»                              | 3:36         |

## Участники записи
The Aquabats
- The MC Bat Commander — вокал
- Джмми Робот — синтезатор, саксофон, вокал, бэк-вокал
- Крэш МакЛарсон — бас-гитара, вокал
- Chainsaw the Prince of Karate — гитара
- Принс Адам — синтезатор, корнет
- Кэтбой — труба, вокал
- Доктор Рок — барабаны, перкуссия
- Мистериос Кью — гитара, бас-гитара, ситара

Другой персонал
- Том Уилсон, Камерон Уэбб — продюсирование
- Эдди Шрейер — мастеринг
- Паркер Джейкобс — дизайн

## Позиции в чартах
| Чарт (1999)     | Высшая позиция |
| --------------- | -------------- |
| Top Heatseekers | 35             |